# توني كليمونز
توني كليمونز (بالإنجليزية: Toney Clemons)‏ هو لاعب كرة قدم أمريكية أمريكي، ولد في 11 أكتوبر 1988 في بيتسبرغ في الولايات المتحدة.

## وصلات خارجية
- توني كليمونز على موقع مرجع كرة القدم المحترفة.كوم (الإنجليزية)